# Jerry Page
Jeremy Louis Page, detto Jerry (Columbus, 15 gennaio 1961), è un ex pugile statunitense.

## Palmarès
Olimpiadi
- 1 medaglia:
  - 1 oro (pesi superleggeri a Los Angeles 1984).

Giochi panamericani
- 1 medaglia:
  - 1 argento (pesi superleggeri a Caracas 1983).